# Egerszalók
Egerszalók es un pueblo ubicado en el distrito de Eger, en el condado de Heves, Hungría.

## Superficie
Posee una superficie de 23,11 kilómetros cuadrados.

## Demografía
Hasta 2019 la población era de 2050 habitantes, con una densidad de población de 88,71 habitantes por kilómetro cuadrado.